# Вась-Пальник
Вась-Пальник — деревня в Кудымкарском районе Пермского края. Входила в состав Белоевского сельского поселения. Располагается северо-западнее от города Кудымкара. Расстояние до районного центра составляет 15 км. По данным Всероссийской переписи населения 2010 года, в деревне проживало 2 человека (1 мужчина и 1 женщина).

## История
По данным на 1 июля 1963 года, в деревне проживало 50 человек. Населённый пункт входил в состав Белоевского сельсовета.